# Trichoblaniulus peloponesius
Trichoblaniulus peloponesius är en mångfotingart som beskrevs av Jean-Paul Mauriès 1966. Trichoblaniulus peloponesius ingår i släktet Trichoblaniulus och familjen Trichoblaniulidae. Inga underarter finns listade i Catalogue of Life.